# Hassan Tambakti
Hassan Mohammed Osama Al Tambakti (arab. حسن محمد أسامة التمبكتي, ur. 9 lutego 1999 w Rijadzie) – saudyjski piłkarz grający na pozycji obrońcy w klubie Al-Hilal.

## Kariera klubowa

### Asz-Szabab Rijad
Tambakti zadebiutował w Asz-Szabab Rijad 17 października 2020 w meczu z Abha Club (wyg. 1:0). Ostatecznie w barwach Asz-Szabab wystąpił on 56 razy, nie zdobywając żadnej bramki.

### Al-Wehda Club Mekka
Tambakti został wypożyczony do Al-Wehda Club Mekka 20 sierpnia 2019. Debiut dla tego klubu zaliczył 27 września 2019 w wygranym 2:0 spotkaniu przeciwko Al-Fateh. Łącznie dla Al-Wehda Club Mekka Tambakti rozegrał 8 meczów, nie strzelając żadnego gola.

### Al-Hilal
Tambakti przeniósł się do Al-Hilal 21 sierpnia 2023 za kwotę 11,5 mln €, zostając najdrożej kupionym Saudyjczykiem w Saudi Professional League. Zadebiutował w tym zespole 18 września 2023 w meczu Ligi Mistrzów AFC z Navbahorem Namangan (1:1).

## Kariera reprezentacyjna

### Arabia Saudyjska U-20
W reprezentacji Arabii Saudyjskiej U-20 na wielkim turnieju Tambakti zadebiutował 22 maja 2017 w przegranym 0:2 spotkaniu Mistrzostw Świata U-20 przeciwko Senegalowi. Pierwszego gola piłkarz ten strzelił 28 maja 2019 w meczu z Mali (przeg. 3:4). Ostatecznie w barwach Arabii Saudyjskiej U-20 Tambakti wystąpił 13 razy, zdobywając jedną bramkę.

### Arabia Saudyjska U-23
W kadrze Arabii Saudyjskiej U-23 Tambakti pierwszy mecz rozegrał 10 października 2019. Było to starcie przeciwko Egiptowi przegrane 1:0. Łącznie dla Arabii Saudyjskiej U-23 Tambakti rozegrał 10 meczów, nie strzelając żadnego gola.

### Arabia Saudyjska
Tambakti zadebiutował w reprezentacji Arabii Saudyjskiej 10 sierpnia 2019 w przegranym 0:3 spotkaniu przeciwko Jordanii.
Tambakti został powołany na Mistrzostwa Świata 2022. Wystąpił tam w meczach z Argentyną (wyg. 1:2) i Meksykiem (przeg. 1:2).

## Statystyki

### Klubowe
(aktualne na dzień 21 października 2023)
| Klub                | Sezon              | Liga                      | Liga  | Liga   | Puchar kraju | Puchar kraju | Kontynent | Kontynent | Suma  | Suma   |
| Klub                | Sezon              | Liga                      | Mecze | Bramki | Mecze        | Bramki       | Mecze     | Bramki    | Mecze | Bramki |
| ------------------- | ------------------ | ------------------------- | ----- | ------ | ------------ | ------------ | --------- | --------- | ----- | ------ |
| Asz-Szabab Rijad    | 2018/19            | Saudi Professional League | 0     | 0      | 0            | 0            | –         | –         | 0     | 0      |
| Asz-Szabab Rijad    | 2019/20            | Saudi Professional League | 0     | 0      | 0            | 0            | –         | –         | 0     | 0      |
| Asz-Szabab Rijad    | 2020/21            | Saudi Professional League | 13    | 0      | 1            | 0            | –         | –         | 14    | 0      |
| Asz-Szabab Rijad    | 2021/22            | Saudi Professional League | 7     | 0      | 1            | 0            | 5         | 0         | 13    | 0      |
| Asz-Szabab Rijad    | 2022/23            | Saudi Professional League | 27    | 0      | 1            | 0            | –         | –         | 28    | 0      |
| Asz-Szabab Rijad    | 2023/24            | Saudi Professional League | 1     | 0      | 0            | 0            | –         | –         | 1     | 0      |
| Asz-Szabab Rijad    | Ogólnie            | Ogólnie                   | 48    | 0      | 3            | 0            | 5         | 0         | 56    | 0      |
| Al-Wehda Club Mekka | 2019/20            | Saudi Professional League | 8     | 0      | 0            | 0            | –         | –         | 8     | 0      |
| Al-Wehda Club Mekka | Ogólnie            | Ogólnie                   | 8     | 0      | 0            | 0            | 0         | 0         | 8     | 0      |
| Al-Hilal            | 2023/24            | Saudi Professional League | 2     | 0      | 1            | 0            | 2         | 0         | 5     | 0      |
| Al-Hilal            | Ogólnie            | Ogólnie                   | 2     | 0      | 1            | 1            | 2         | 0         | 5     | 0      |
| Ogólnie w karierze  | Ogólnie w karierze | Ogólnie w karierze        | 58    | 0      | 4            | 0            | 7         | 0         | 69    | 0      |

### Reprezentacyjne
(aktualne na dzień 21 października 2023)
| Reprezentacja         | Rok                | Mecze | Bramki |
| --------------------- | ------------------ | ----- | ------ |
| Arabia Saudyjska U-20 | 2017               | 4     | 0      |
| Arabia Saudyjska U-20 | 2018               | 5     | 0      |
| Arabia Saudyjska U-20 | 2019               | 4     | 1      |
| Ogólnie               | Ogólnie            | 13    | 1      |
| Arabia Saudyjska U-23 | 2019               | 1     | 0      |
| Arabia Saudyjska U-23 | 2020               | 6     | 0      |
| Arabia Saudyjska U-23 | 2021               | 0     | 0      |
| Arabia Saudyjska U-23 | 2022               | 4     | 0      |
| Ogólnie               | Ogólnie            | 11    | 0      |
| Arabia Saudyjska      | 2019               | 6     | 0      |
| Arabia Saudyjska      | 2020               | 1     | 0      |
| Arabia Saudyjska      | 2021               | 4     | 0      |
| Arabia Saudyjska      | 2022               | 10    | 0      |
| Arabia Saudyjska      | 2023               | 3     | 0      |
| Ogólnie               | Ogólnie            | 24    | 0      |
| Ogólnie w karierze    | Ogólnie w karierze | 48    | 1      |

| Mecze i gole w reprezentacji | Mecze i gole w reprezentacji | Mecze i gole w reprezentacji | Mecze i gole w reprezentacji | Mecze i gole w reprezentacji | Mecze i gole w reprezentacji | Mecze i gole w reprezentacji | Mecze i gole w reprezentacji         |
| Arabia Saudyjska U-20        | Arabia Saudyjska U-20        | Arabia Saudyjska U-20        | Arabia Saudyjska U-20        | Arabia Saudyjska U-20        | Arabia Saudyjska U-20        | Arabia Saudyjska U-20        | Arabia Saudyjska U-20                |
| Lp.                          | Data                         | Miejsce                      | Gospodarz                    | Gość                         | Wynik                        | Gol                          | Rozgrywki                            |
| ---------------------------- | ---------------------------- | ---------------------------- | ---------------------------- | ---------------------------- | ---------------------------- | ---------------------------- | ------------------------------------ |
| 1.                           | 22.05.2017                   | Inczon                       | Arabia Saudyjska U-20        | Senegal U-20                 | 1:2                          |                              | Mistrzostwa Świata U-20 2017         |
| 2.                           | 25.05.2017                   | Inczon                       | Ekwador U-20                 | Arabia Saudyjska U-20        | 1:2                          |                              | Mistrzostwa Świata U-20 2017         |
| 3.                           | 28.05.2017                   | Daejeon                      | Stany Zjednoczone U-20       | Arabia Saudyjska U-20        | 1:1                          |                              | Mistrzostwa Świata U-20 2017         |
| 4.                           | 31.05.2017                   | Suwon                        | Urugwaj U-20                 | Arabia Saudyjska U-20        | 1:0                          |                              | Mistrzostwa Świata U-20 2017         |
| 5.                           | 20.10.2018                   | Bekasi                       | Malezja U-20                 | Arabia Saudyjska U-20        | 1:2                          |                              | Puchar Azji U-19 2018                |
| 6.                           | 23.10.2018                   | Bekasi                       | Chiny U-20                   | Arabia Saudyjska U-20        | 0:1                          |                              | Puchar Azji U-19 2018                |
| 7.                           | 29.10.2018                   | Bekasi                       | Australia U-20               | Arabia Saudyjska U-20        | 1:3                          |                              | Puchar Azji U-19 2018                |
| 8.                           | 01.11.2018                   | Dżakarta                     | Japonia U-20                 | Arabia Saudyjska U-20        | 0:2                          |                              | Puchar Azji U-19 2018                |
| 9.                           | 04.11.2018                   | Cibinong                     | Korea Południowa U-20        | Arabia Saudyjska U-20        | 1:2                          |                              | Puchar Azji U-19 2018                |
| 10.                          | 18.05.2019                   |                              | Portugalia U-20              | Arabia Saudyjska U-20        | 3:1                          |                              | Mecz towarzyski                      |
| 11.                          | 25.05.2019                   | Gdynia                       | Francja U-20                 | Arabia Saudyjska U-20        | 2:0                          |                              | Mistrzostwa Świata U-20 2019         |
| 12.                          | 28.05.2019                   | Gdynia                       | Arabia Saudyjska U-20        | Mali U-20                    | 3:4                          | Gol                          | Mistrzostwa Świata U-20 2019         |
| 13.                          | 31.05.2019                   | Bydgoszcz                    | Arabia Saudyjska U-20        | Panama U-20                  | 1:2                          |                              | Mistrzostwa Świata U-20 2019         |
| Arabia Saudyjska U-23        |                              |                              |                              |                              |                              |                              |                                      |
| Lp.                          | Data                         | Miejsce                      | Gospodarz                    | Gość                         | Wynik                        | Gol                          | Rozgrywki                            |
| 1.                           | 10.10.2019                   | Kair                         | Egipt U-23                   | Arabia Saudyjska U-23        | 1:0                          |                              | Mecz towarzyski                      |
| 2.                           | 09.01.2020                   | Rangsit                      | Japonia U-23                 | Arabia Saudyjska U-23        | 1:2                          |                              | Puchar Azji U-23 2020                |
| 3.                           | 12.01.2020                   | Rangsit                      | Katar U-23                   | Arabia Saudyjska U-23        | 0:0                          |                              | Puchar Azji U-23 2020                |
| 4.                           | 15.01.2020                   | Rangsit                      | Syria U-23                   | Arabia Saudyjska U-23        | 0:1                          |                              | Puchar Azji U-23 2020                |
| 5.                           | 18.01.2020                   | Rangsit                      | Tajlandia U-23               | Arabia Saudyjska U-23        | 0:1                          |                              | Puchar Azji U-23 2020                |
| 6.                           | 22.01.2020                   | Bangkok                      | Uzbekistan U-23              | Arabia Saudyjska U-23        | 0:1                          |                              | Puchar Azji U-23 2020                |
| 7.                           | 26.01.2020                   | Bangkok                      | Korea Południowa U-23        | Arabia Saudyjska U-23        | 1:0                          |                              | Puchar Azji U-23 2020                |
| 8.                           | 30.01.2022                   |                              | Katar U-23                   | Arabia Saudyjska U-23        | 1:2                          |                              | Mecz towarzyski                      |
| 9.                           | 12.06.2022                   | Taszkent                     | Wietnam U-23                 | Arabia Saudyjska U-23        | 0:2                          |                              | Puchar Azji U-23 2022                |
| 10.                          | 15.06.2022                   | Taszkent                     | Australia U-23               | Arabia Saudyjska U-23        | 0:2                          |                              | Puchar Azji U-23 2022                |
| 11.                          | 19.06.2022                   | Taszkent                     | Uzbekistan U-23              | Arabia Saudyjska U-23        | 0:2                          |                              | Puchar Azji U-23 2022                |
| Arabia Saudyjska             |                              |                              |                              |                              |                              |                              |                                      |
| Lp.                          | Data                         | Miejsce                      | Gospodarz                    | Gość                         | Wynik                        | Gol                          | Rozgrywki                            |
| 1.                           | 10.08.2019                   | Irbil                        | Arabia Saudyjska             | Jordania                     | 0:3                          |                              | Puchar Azji Zachodniej 2019          |
| 2.                           | 19.11.2019                   | Rijad                        | Arabia Saudyjska             | Paragwaj                     | 0:0                          |                              | Mecz towarzyski                      |
| 3.                           | 27.11.2019                   | Doha                         | Kuwejt                       | Arabia Saudyjska             | 3:1                          |                              | Puchar Zatoki Perskiej 2019          |
| 4.                           | 30.11.2019                   | Doha                         | Bahrajn                      | Arabia Saudyjska             | 0:2                          |                              | Puchar Zatoki Perskiej 2019          |
| 5.                           | 02.12.2019                   | Doha                         | Oman                         | Arabia Saudyjska             | 1:3                          |                              | Puchar Zatoki Perskiej 2019          |
| 6.                           | 05.12.2019                   | Al-Wakra                     | Katar                        | Arabia Saudyjska             | 0:1                          |                              | Puchar Zatoki Perskiej 2019          |
| 7.                           | 17.11.2020                   | Rijad                        | Arabia Saudyjska             | Jamajka                      | 1:2                          |                              | Mecz towarzyski                      |
| 8.                           | 25.03.2021                   | Rijad                        | Arabia Saudyjska             | Kuwejt                       | 1:0                          |                              | Mecz towarzyski                      |
| 9.                           | 05.06.2021                   | Rijad                        | Arabia Saudyjska             | Jemen                        | 3:0                          |                              | Mistrzostwa Świata 2022 – eliminacje |
| 10.                          | 11.06.2021                   | Rijad                        | Singapur                     | Arabia Saudyjska             | 0:3                          |                              | Mistrzostwa Świata 2022 – eliminacje |
| 11.                          | 15.06.2021                   | Rijad                        | Arabia Saudyjska             | Uzbekistan                   | 3:0                          |                              | Mistrzostwa Świata 2022 – eliminacje |
| 12.                          | 29.03.2022                   | Dżudda                       | Arabia Saudyjska             | Australia                    | 1:0                          |                              | Mistrzostwa Świata 2022 – eliminacje |
| 13.                          | 05.06.2022                   | Murcja                       | Kolumbia                     | Arabia Saudyjska             | 0:1                          |                              | Mecz towarzyski                      |
| 14.                          | 27.09.2022                   | Rijad                        | Arabia Saudyjska             | Stany Zjednoczone            | 0:0                          |                              | Mecz towarzyski                      |
| 15.                          | 22.10.2022                   | Abu Zabi                     | Arabia Saudyjska             | Macedonia Północna           | 1:0                          |                              | Mecz towarzyski                      |
| 16.                          | 26.10.2022                   | Rijad                        | Arabia Saudyjska             | Albania                      | 1:1                          |                              | Mecz towarzyski                      |
| 17.                          | 06.11.2022                   | Abu Zabi                     | Arabia Saudyjska             | Islandia                     | 1:0                          |                              | Mecz towarzyski                      |
| 18.                          | 10.11.2022                   | Abu Zabi                     | Arabia Saudyjska             | Panama                       | 1:1                          |                              | Mecz towarzyski                      |
| 19.                          | 16.11.2022                   | Rijad                        | Arabia Saudyjska             | Chorwacja                    | 0:1                          |                              | Mecz towarzyski                      |
| 20.                          | 22.11.2022                   | Lusajl                       | Argentyna                    | Arabia Saudyjska             | 1:2                          |                              | Mistrzostwa Świata 2022              |
| 21.                          | 30.11.2022                   | Lusajl                       | Arabia Saudyjska             | Meksyk                       | 1:2                          |                              | Mistrzostwa Świata 2022              |
| 22.                          | 08.09.2023                   | Newcastle upon Tyne          | Kostaryka                    | Arabia Saudyjska             | 3:1                          |                              | Mecz towarzyski                      |
| 23.                          | 12.09.2023                   | Newcastle upon Tyne          | Korea Południowa             | Arabia Saudyjska             | 1:0                          |                              | Mecz towarzyski                      |
| 24.                          | 13.10.2023                   | Portimão                     | Nigeria                      | Arabia Saudyjska             | 2:2                          |                              | Mecz towarzyski                      |

## Sukcesy
Sukcesy w karierze klubowej:

### Asz-Szabab Rijad
- Saudi Professional League (1×): 2020/2021

Sukcesy w karierze reprezentacyjnej:

### Arabia Saudyjska U-20
- Puchar Azji U-19 w piłce nożnej 2018

### Arabia Saudyjska U-23
- Puchar Azji U-23 w piłce nożnej 2022
- Puchar Azji U-23 w piłce nożnej 2020

### Arabia Saudyjska
- Puchar Zatoki Perskiej w piłce nożnej 2019